# Schwarzkappentinamu

Verbreitungsgebiet des Schwarzkappentinamus

Der Schwarzkappentinamu (Crypturellus atrocapillus), Syn. Crypturus atro-capillus ist eine Vogelart aus der Familie der Steißhühner (Tinamidae).
Die Art wurde als Unterart (Ssp.) des Gelbfußtinamus (C. noctivagus) angesehen.
Der Vogel kommt im feuchten Tiefland vom Südosten Perus bis Nordbolivien vor und wurde kürzlich im angrenzenden Westen Brasiliens nachgewiesen.
Der Lebensraum umfasst Galeriewald, baumbestandene Flächen, dichter Sekundärwald, tropischer Laubwald und Várzea bis mindestens 1000 m Höhe in den Ausläufern der Anden.
Der Artzusatz kommt von lateinisch ater ‚schwarz‘ und lateinisch capillus ‚Kopfhaar‘.

## Merkmale
Die Art ist 28–31 cm groß, das Männchen wiegt etwa 450 g. Die Kopfkappe ist schwärzlich, am hinteren Nacken bis in den Rücken in schiefergrau bis warmes Braun übergehend.
Die Flügeldecken und inneren Handschwingen sind braun, manchmal etwas gelbbraun gefleckt. Gesicht und Kopfseiten sind rußgrau, mitunter etwas rötlich-braun. In unterschiedlicher Ausprägung findet sich ein grau und bräunlicher, schmaler hinterer Überaugenstreif und angedeuteter Wangenstreif.
Kinn und Kehle sind rötlich, die Brust kräftig zimtfarben, weniger deutlich an den Flanken, der Rest der Unterseite ist blasser, ockerfarben mit schwärzlicher Zeichnung an den Unterschwanzdecken. Die Iris ist matt gelblich, der Oberschnabel dunkelgrau, der Unterschnabel gelblich bis fleischfarben, die Beine sind rötlich.
Das Weibchen ist wesentlich deutlicher auf der Oberseite und den Flügeldecken gebändert
oben, besonders am Rücken hinten und auf den Flügeldecken kräftiger schwarz und gelb- bis ockerbraun gebändert. Jungvögel sind ausgedehnter schwarz und ockerfarben gebändert.
Der Vogel ähnelt dem Rotbrusttinamu (C. variegatus), unterscheidet sich aber durch anderes Habitat und durch den Kontrast zwischen zimtfarbener Färbung von Kehle und Bauch und der dunkelgrauen Brust.

## Geografische Variation
Es werden folgende Unterarten anerkannt:
- C. a. atrocapillus (Tschudi, 1844), Nominatform, – Tiefland im Südosten Perus und Südwesten Brasiliens
- C a. garleippi Berlepsch, 1892, – Tiefland on Nordbolivien, brauner auf der Oberseite, blasser an Nacken und Brust, enger an den Flanken gebändertes Weibchen

## Stimme
Der Gesang wird als lautes und plötzliches „QUEEWAH!“ oder kurzes Pfeifen „eeoee“ beschrieben, was über den ganzen Tag zu hören sein kann im Abstand von etwa einer Minute.

## Lebensweise
Die Art ist vermutlich ein Standvogel.
Zu Nahrung und Brutzeit liegen keine Informationen vor.

## Gefährdungssituation
Der Bestand gilt als „nicht gefährdet“ (Least Concern).